# Ammophanes deserticola
Ammophanes deserticola är en fjärilsart som beskrevs av Turner 1932. Ammophanes deserticola ingår i släktet Ammophanes och familjen nattflyn. Inga underarter finns listade i Catalogue of Life.